# Miguel Ángel González Vega
Miguel Ángel González Vega (Abanillas, Val de San Vicente, Cantabria, 6 de febrero de 1955) es un político español que desempeña la función de senador por Cantabria, también fue alcalde de Val de San Vicente durante 25 años y presidente del Partido Socialista de Cantabria.

## Biografía
Fue alcalde de Val de San Vicente entre 1987 y el 10 de marzo de 2012, repitiendo cargo en las legislaturas siguientes, incluida la constituida tras la celebración de las municipales de 2011.
Tras el XI Congreso Regional del Partido Socialista de Cantabria celebrado en octubre de 2008, fue nombrado presidente del PSC-PSOE en sustitución de Blanca Rosa Gómez Morante. Fue sustituido en la presidencia del partido por Ángel Agudo tras el XII Congreso Regional, celebrado entre el 30 de marzo y 1 de abril.
El 22 de septiembre de 2011 fue elegido como cabeza de lista del PSC-PSOE al Senado para las elecciones generales de 2011, finalmente fue elegido y tomó posesión el 13 de diciembre.